# Le milanesi
Le milanesi è una raccolta di racconti di Giuseppe Marotta pubblicata nel 1962, opera vincitrice del Premio Settembrini nel 1963.
È l'ultimo dei tre libri dedicati dallo scrittore partenopeo, in chiave autobiografica, al capoluogo lombardo, preceduto da A Milano non fa freddo (1949) e Mal di Galleria (1958).
Quattro racconti dell'opera di Marotta sono stati trasposti in uno sceneggiato televisivo andato in onda sul canale Rai Due nel luglio del 1981.

## Racconti
Trentanove donne del milanese di varie origini regionali, raccontano succintamente la loro storia, componendo un mosaico di vicende e dell'animo femminile.

### Carmela
Il racconto era già stato pubblicato il 1º maggio 1959 sul quotidiano Corriere della Sera.
Trama
Carmela, giovane sposa immigrata a Milano dalla Calabria, inizia a lavorare come balia in una casa di ricchi professionisti. Si affeziona ai due ragazzi da lei accuditi, Cesare e Luigi, tanto da amare il primo più dei suoi tre figli. Da anziana, malata terminale di tumore, ricorda il passato sperando invano in una visita da parte di Cesare.

### Giovanna
Il racconto era già stato pubblicato il 19 maggio 1959 sul quotidiano Corriere della Sera.
Trama
Giovanna con la sua gemella Fulvia sono terrorizzate dai litigi dei loro genitori. Attendono in camera loro in silenzio, temendo che la violenza dei due si scateni anche su di loro. L'unico capace di calmarli è il fratellino, Vincenzino, egoista e prepotente. Le due ragazze sono costrette, loro malgrado, a imbonirsi il piccolo. 

### Concetta
Il racconto era già stato pubblicato il 29 maggio 1959 sul quotidiano Corriere della Sera.
Trama
Giovane e solare amalfitana conosce un taciturno e introverso uomo milanese. I due si sposano nonostante le molte differenze; vanno a vivere a Milano dove Concetta si adatterà alla vita schiva. L'uomo muore e la donna straziata lo veglia; durante la lunga notte deciderà di tornare al calore e all'espansività del Sud.

### Virginia
Il racconto era già stato pubblicato il 14 giugno 1959 sul quotidiano Corriere della Sera.
Trama
Morto il padre, Virginia trova lavoro in uno studio legale ma non è capace di sottrarsi alle avances del datore di lavoro scatenando le ire del fidanzato. Lo scandalo travolgerà lei e la madre.

### Eugenia
Il racconto era già stato pubblicato il 27 giugno 1959 sul quotidiano Corriere della Sera.
Trama
Donna di servizio, vive la sua bruttezza con disagio. Accetta le avances di Michele, già sposato, e ne diventa l'amante. Scopre di non essere l'unica donna con la quale l'uomo tradisce la moglie.

### Gigliola
Il racconto era già stato pubblicato il 22 luglio 1959 sul quotidiano Corriere della Sera.
Trama
La donna mette in guardia Elda, l'ultima delle tante fidanzate del padre, sul carattere volubile dell'uomo, sul suo spirito libero e sull'impossibilità di imbrigliarlo in rapporti stabili.

### Evelina
Il racconto era già stato pubblicato il 25 agosto 1959 sul quotidiano Corriere della Sera.
Trama
Bellissima donna incapace di imporre la sua volontà, subisce passivamente le decisioni degli altri sulla sua vita. Prima il padre che le fa interrompere gli studi per lavorare, poi il marito del quale accetta i tradimenti e poi l'amico Drigo che pur volendole bene, non vuole diventarne l'amante.

### Fabiola
Il racconto era già stato pubblicato il 13 settembre 1959 sul quotidiano Corriere della Sera.
Trama
Da poche ore vedova, la giovane Fabiola confessa alla madre di essere stata sempre spinta nelle sue azioni da manie di protagonismo. L'autolesionismo durante l'infanzia, da adolescente il falso tentativo di violenza sessuale di cui aveva accusato ingiustamente un vicino di casa, le quotidiane cattiverie che infliggeva prima ai molti fidanzati e poi al marito Gustavo, erano i modi con i quali la donna si metteva in mostra. Il piano finale è il proprio suicidio, camuffato da omicidio del quale intendeva incolpare il coniuge. Il piano fallisce e Gustavo è morto avvelenato al posto suo.

### Dara
Lavora come cameriera in una famiglia di agiati professionisti milanesi. La casa è spesso frequentata da amici bohème (movimento artistico) della coppia e la donna, che a sua stessa detta non brilla per intelligenza, non riesce a comprendere i loro comportamenti i molti tradimenti e lo spirito decadente che permea le frequenti feste.

### Consuelo
Il racconto era già stato pubblicato il 19 settembre 1959 sul quotidiano Corriere della Sera.
Trama
Acculturata diciottenne figlia di imprenditori milanesi. In vacanza a Sanremo con le amiche si innamora di un bell'uomo dall'aspetto simile a un nazareno, salvo poi scoprire che si tratta di un vacuo indossatore.

### Ottavia
Il racconto era già stato pubblicato il 6 ottobre 1959 sul quotidiano Corriere della Sera.
Trama
Convinta dai genitori a sposare il compagno d'infanzia Benigno. Una vita senza passioni, l'unica gioia il figlio Nazario per il quale stravedono. La morte del figlio li divide per sempre: i due se ne litigano gli ultimi ricordi. Ottavia falsamente rivela a Benigno che Nazario non era suo figlio bensì il frutto di un tradimento. Il marito si allontana per sempre e la donna rimane l'unica custode dei ricordi del defunto.

### Gioconda
Il racconto era già stato pubblicato il 30 ottobre 1959 sul quotidiano Corriere della Sera.
Trama
Gioconda vive con la madre settantenne in un rispettato condominio di Milano. L'anziana baronessa, dopo la morte del marito per sincope avvenuta a casa dell'amante, dilapida il patrimonio in beneficenza. La quarantenne Gioconda per non arrecare dispiaceri alla madre gravemente ammalata, finge di continuare la ricca beneficenza con la complicità di vari uomini a cui invece regala poche lire. Il condominio preoccupato per l'andirivieni convoca una riunione e Gioconda è costretta a mettere in piazza la dolorosa situazione familiare. 

### Maria Letizia
Il racconto era già stato pubblicato il 18 novembre 1959 sul quotidiano Corriere della Sera.
Trama
Diciannovenne annoiata della Milano "bene" si finge prostituta per abbordare clienti e farli picchiare da tre suoi amici. L'ennesima vittima sarà un suo lontano zio.

### Berenice
Il racconto era già stato pubblicato il 22 dicembre 1959 sul quotidiano Corriere della Sera.
Trama
Berenice non ha mai conosciuto il padre. Una volta morta la madre, esaudendo i suoi ultimi voleri, prende contatto con quello che la defunta asseriva essere il genitore. L'uomo ha dei dubbi e Berenice preferisce non approfondire.

### Delia
Il racconto era già stato pubblicato il 22 marzo 1960 sul quotidiano Corriere della Sera.
Trama
Vedova con figlia ventinovenne prossima a sposarsi, racconta le circostanze in cui conobbe quello che sarebbe diventato suo marito. Giovanissima aveva trovato un breve impiego alla Fiera di Milano in un padiglione di mobili. Domenico acquista una camera da letto e poco dopo impulsivamente le propone di sposarlo. La solida e affidabile camera da letto sarà il simbolo del loro matrimonio, lo stesso mobilio che l'egoista figlia Pinuccia vuole a tutti i costi per sé.

### Donatella
Il racconto era già stato pubblicato il 26 aprile 1960 sul quotidiano Corriere della Sera.
Trama
La parvenu Donatella si intromette tra il figlio Duilio e la moglie Sonia, di umili origini, fino a minare il matrimonio dei due. Il marito Severino ricorre all'aiuto della consuocera Carolina per allontanare l'ingombrante presenza dalla famiglia.

### Lauretta
Il racconto era già stato pubblicato il 12 maggio 1960 sul quotidiano Corriere della Sera.
Trama
Lauretta vive da sola senza amicizie a parte l'anziana zia. Di aspetto sgradevole, viene avvicinata da un giovane venditore porta a porta che inizia a frequentare. L'uomo si rivelerà essere un ladro e l'interessamento a Lauretta un piano per derubarla.

### Leila
Il racconto era già stato pubblicato il 12 giugno 1960 sul quotidiano Corriere della Sera.
Trama
Leila conosce Lorenzo durante un bombardamento alleato. Dodici anni dopo il matrimonio inizia a tradirlo con Fabio. La donna lascerà l'amante solo dopo la morte del marito.

### Lalla
Il racconto era già stato pubblicato il 10 luglio 1960 sul quotidiano Corriere della Sera.
Trama
Lalla lavora come commessa in una gioielleria. Attende il grande amore. Chiamata a testimoniare contro un presunto ladro, si scoprirà che Lalla aveva ingiustamente incolpato del furto di un orologio il distinto signor Gringi. La giovane è convinta che un giudizio di colpevolezza sarebbe stata una fortificante esperienza di vita per l'innocente.

### Fulvia
Il racconto era già stato pubblicato il 21 agosto 1960 sul quotidiano Corriere della Sera.
Trama
Fulvia lavora in un bar latteria della periferia milanese. Nubile con un padre invalido e violento da accudire, non ha mai conosciuto l'amore. Nel locale assiste ai molti incontri del giovane Duccio e della sua amante Elisa dal quale ha avuto un figlio. Fulvia, infastidita dall'aridità di Elisa, un giorno la affronta con astio. Dovrà giustificare il suo comportamento al proprietario del locale, il rozzo Mignaniello con il quale si confiderà, e dal quale riceverà avances.

### Elena
Il racconto era già stato pubblicato il 6 settembre 1960 sul quotidiano Corriere della Sera.
Trama
Lascia il fidanzato Berto per il più agiato Umberto. Dopo il matrimonio con quest'ultimo viene seguita e continuamente fotografata da Berto fino a quando, spossata dallo stalking, lo affronta confessando di amarlo ancora. A questo punto Berto, soddisfatto della vendetta, decide di non vederla più.

### Carolina
Il racconto era già stato pubblicato il 18 settembre 1960 sul quotidiano Corriere della Sera.
Trama
Sensale di nozze da trentacinque anni, ha sempre mantenuto il riservo sulle donne da lei aiutate. Quando Clelia festeggia i suoi dieci anni di matrimonio e non la invita al ricevimento, incattivita, decide di sbugiardare la donna di fronte alle sue più care amiche. Carolina racconta pubblicamente la macchinazione ordita per far fidanzare e quindi sposare la donna. 

### Ada
Il racconto era già stato pubblicato il 2 ottobre 1960 sul quotidiano Corriere della Sera.
Trama
Attempata insegnante di matematica e fisica riceve a casa sua Ettore Maria, il preside della scuola per ricevere da questi una proposta di matrimonio. Raccontando la storia del suo unico precedente amore, Ada si avvede di non aver mai dimenticato Ugo, pur sapendolo morto in guerra. Con Ugo la giovane Ada preparava gli esami universitari e tra i due non vi fu che amore platonico. 

### Rachele
Il racconto era già stato pubblicato il 27 ottobre 1960 sul quotidiano Corriere della Sera.
Trama
Ventottenne nubile gestisce un rifugio per animali a Crescenzago. Ha intrapreso questa attività nei capannoni del padre dopo la morte di quest'ultimo e il fallimento della sua ditta di trasporti. Una squallida esperienza avuta da giovane con un uomo del quale era rimasta incinta la perdita del bambino durante il parto, il disgusto che il padre nutriva nei suoi confronti l'avevano segnata nell'animo. Un giorno una giovane coppia le affida una gattina, Pissipissi, prima di partire per un viaggio. La gattina fugge due volte e Rachele riesce a riprenderla una prima volta ma non la seconda. Al ritorno del giovane apprende che la sua fidanzata lo aveva abbandonato durante il viaggio e che lui aveva pensato al suicidio. A salvarlo era stata la presenza di Pissipissi che era ritornata a casa aspettandolo. Rachele capisce che tutti gli sforzi per riacciuffare la gattina stavano per portare il giovane alla morte.

### Rosalia
Il racconto era già stato pubblicato il 27 ottobre 1960 sul quotidiano Corriere della Sera.
Trama
Rosalia, detta Lia, accoglie con fastidio Gigi, innamorato di sua cugina Tamara; non ricambiato l'uomo implora per la sua intercessione nei confronti della ragazza. Lia si libera presto di Gigi rivelando che in realtà Tamara prova disgusto per lui e che tra l'altro non è sua cugina, ma una delle sue tante colleghe giovani e piacenti i cui intrallazzi amorosi lei aiuta a coprire.

### Iole
Il racconto era già stato pubblicato l'11 dicembre 1960 sul quotidiano Corriere della Sera.
Trama
Consolando l'amica Franca per una delusione d'amore, Iole confessa di non aver mai provato trasporto per suo marito, essendosi invece innamorata platonicamente di un giovane conosciuto in treno lo stesso giorno della partenza per il viaggio di nozze. Iole racconta di aver scoperto anni dopo che suo stesso marito si era a sua volta innamorato della moglie dell'uomo.

### Angela
Il racconto era già stato pubblicato il 24 dicembre 1960 sul quotidiano Corriere della Sera.
Trama
Settantaduenne vive da sola in un villino a Villapizzone. È il 22 dicembre e Angela, come abitudine, ospita per le feste di Natale un anziano residente del vicino ospizio. Questa volta si presenta Giovanni, ottantaduenne solo come Angela. I due si raccontano; entrambi hanno figli che non vedono da anni e entrambi hanno avuto un figlio ucciso in guerra. Quando però Giovanni apprende che il figlio di Angela era un partigiano impiccato dai nazifascisti abbandona la casa dopo aver raccontato che il suo era sull'opposto fronte, giustiziato dagli stessi partigiani.

### Veronica
Il racconto era già stato pubblicato il 29 gennaio 1961 sul quotidiano Corriere della Sera.
Trama
Vive in un mondo di fantasia tutto suo, intrattenendo conversazioni immaginarie con uomini famosi e gente dello spettacolo. Il suo comportamento la porta a disinteressarsi del mondo reale, fino ad allontanare da lei il marito, convinto che la moglie abbia rapporti con un altro uomo.

### Assunta
Il racconto era già stato pubblicato l'11 febbraio 1961 sul quotidiano Corriere della Sera.
Trama
Sposata con Gigino che a Napoli gestisce con alcuni complici attività di truffa alle assicurazioni che Assunta finge di ignorare. Quando la polizia inizia a indagare, Gigino trasferisce la famiglia e i suoi più stretti collaboratori a Milano, piazza ritenuta più sicura. Tuttavia a Milano gli affari non decollano e Assunta decide, come atto di buona volontà, di farsi investire da un'auto per riscuotere il premio assicurativo. Le precauzioni prese evitano pericolose ferite ma in ospedale la donna apprende di essere stata incinta e di aver perso il bambino a causa dell'urto. Nonostante la pressione di Gigino Assunta, devastata dalla notizia, rifiuta di continuare la truffa.

### Clelia
Il racconto era già stato pubblicato il 19 marzo 1961 sul quotidiano Corriere della Sera.
Trama
Quarantaduenne sposata con Alfio, ancora piacente vanesio, uomo senza spessore e incapace di trasporti. Quando apprende del tradimento del marito con una commessa, finge a sua volta di essergli stata infedele per tentare, inutilmente, di suscitare in lui una qualche reazione.

### Gisella
Il racconto era già stato pubblicato il 12 aprile 1961 sul quotidiano Corriere della Sera.
Trama
La donna racconta alla posta dei lettori di un giornale femminile come il caso si sia precipitato nella sua vita. Da giovane, abitava a Genova e dopo molte esperienze amorose, un giorno conobbe un giovane marinaio, Ignazio, prossimo all'imbarco di cui si innamorò. Si frequentarono una sola giornata e alla sera, nonostante le insistenze dell'uomo, Gisella non gli si concesse. Gisella credeva che tale comportamento avrebbe indotto l'uomo, se anch'egli innamorato, a cercarla di ritorno dal viaggio. Del marinaio la donna non seppe più nulla e si trasferì a Milano per cercare, inutilmente, di dimenticarlo. Qui nel ristorante dove lavora, un evento fortuito la fa rincontrare Ignazio, canuto, imbolsito e sposato.

### Elettra
Il racconto era già stato pubblicato il 21 maggio 1961 sul quotidiano Corriere della Sera.
Trama
Cameriera a casa del vedovo Filippo, ne diventa l'amante e da lui ha due figli, Olga e Leo. Prossimo alla morte per un male incurabile, nonostante Elettra non lo abbia mai chiesto, vuole sposarla e riconoscerne figli. Olga e Leo ben presto si trasferiscono all'estero lasciandola sola. Elettra inizia passare il tempo viaggiando per l'Italia in treno e qui conosce Nando che rincontra di frequente. I due hanno molto in comune e decidono di continuare i viaggi insieme sposandosi. 

### Tullia
Il racconto era già stato pubblicato il 21 giugno 1961 sul quotidiano Corriere della Sera.
Trama
Avvenente ragazza, accetta la corte del rude macellaio Arrigo. Lo sposa ma dopo nove anni di matrimonio, un parto difficile, la perdita di uno dei due gemelli neonati e il pericolo di vita dell'altro, mettono in mostra la fragilità dell'uomo. Tullia non sopporta quest'aspetto del carattere del marito e se ne disamora.

### Giorgia
Il racconto era già stato pubblicato il 26 luglio 1961 sul quotidiano Corriere della Sera.
Trama
Figlia di separati, facoltosi protagonisti della ricca Milano, viene contesa dai genitori che la usano come strumento per soddisfare il loro astio. Rapita, traslocata all'estero, affidata a rotazione dal tribunale prima a uno poi all'altra, quando la coppia si riconcilia, la ragazzina viene dimenticata e affidata alle cure della domestica. Giulia decide di fuggire di casa lasciando una lettera d'accusa ai genitori.

### Lorenza
Il racconto era già stato pubblicato il 20 agosto 1961 sul quotidiano Corriere della Sera.
Trama
In un commissariato, accusata di aver spedito lettere anonime alla moglie del suo ex amante, la giovane Lorenza confessa di essere stata mossa non da desiderio di vendetta, ma per scongiurare che la sua sorte toccasse ad altre ragazze, traviate dal cinico ragionier Iacca.

### Sofia
Il racconto era già stato pubblicato il 23 settembre 1961 sul quotidiano Corriere della Sera.
Trama
La donna si confronta con l'amante del marito. Entrambe sono ricche ma mentre Lorenza ha un passato di miseria, Elda, in arte Inga Love, viene da una famiglia potente e ha avuto facilità ad affermarsi nel mondo dello spettacolo. La donna racconta la sua triste giovinezza alla più fortunata soubrette, non per impietosirla, bensì per dissuaderla esponendo il suo carattere determinato.

### Noemi
Il racconto era già stato pubblicato il 19 ottobre 1961 sul quotidiano Corriere della Sera.
Trama
Commessa in un grande magazzino di Milano, viene aggredita dalle colleghe ed ex colleghe che la accusano, a ragione di essere una spia dell'ufficio personale. Noemi era solita denunciare la "disdicevole" condotta privata di alcune di loro, successivamente licenziate. Sottoposta a un processo sommario Noemi ammette le delazioni, confessando di aver così favorito la carriera del fidanzato Geronimo, che grazie al suo aiuto, da operaio si era fatto strada nell'amministrazione del grande magazzino fino a diventare vice capo ufficio personale. Le colleghe denunciano anonimamente la relazione clandestina tra i due; Noemi e Geronimo non vengono però licenziati, bensì trasferiti nella succursale di Roma dove la donna continuerà senza scrupoli a denunciare le colleghe aiutando l'ascesa del fidanzato.

### Ippolita
Il racconto era già stato pubblicato il 26 novembre 1961 sul quotidiano Corriere della Sera.
Trama
Giovane rampolla di famiglia ricca decide impetuosamente di accettare la proposta di matrimonio dell'altrettanto ricco Elio. Frugando nella stanza della domestica del futuro marito, l'abruzzese Silvana, scopre che la donna è innamorata di Elio e che per lui prova un amore feticista, collezionando in una valigia ciocche di capelli, abiti dismessi e addirittura le unghie tagliate del giovane. Ippolita capisce che è incapace di amare Elio altrettanto e decide quindi di lasciarlo.

### Cecilia
Il racconto era già stato pubblicato il 17 dicembre 1961 sul quotidiano Corriere della Sera.
Trama
La notte di Natale Cecilia e il marito Eligio, napoletani immigrati a Milano, sono abituati a imbandire la tavola del cenone con cibi tradizionali meridionali. Cecilia ha però da poco scoperto il tradimento del marito con un'altra donna e quest'anno si rifiuterà di fingere la serenità dei tempi passati. Stavolta servirà esclusivamente cibi milanesi, sbugiardando il marito davanti agli amici.

## Altri racconti milanesi
Completano la raccolta altri sei racconti slegati dal filo conduttore delle precedenti trentanove storie di donne ma ambientati anch'essi nel Milanese.

### La sortita
Il racconto era già stato pubblicato il 19 aprile 1959 sul quotidiano Corriere della Sera.
Trama
Il generale in congedo Attilio Zedda scrive al figlio Filippo, anch'egli militare, raccontando di come gli altri suoi quattro figli lo abbiano sempre vessato. Una volta in pensione gli hanno impedito ogni spesa e negato ogni affetto, recludendolo in una stanza. Attilio trova nel nipote Daniele, membro di una banda di Teddy Boys, un complice per sortite vandaliche. Scoperto viene inviato fuori Milano e sorvegliato a vista dalla figlia. 

### L'agnello nero
Il racconto era già stato pubblicato il 28 marzo 1959 sul quotidiano Corriere della Sera.
Trama
Gennaro Esposito, barbiere di origine partenopea, vive con la moglie e i suoi cinque figli in un piccolo appartamento in uno stabile di Milano. Le sue chiassose e pittoresche abitudini sono malviste dagli altri condomini che si lamentano spesso. Approssimandosi Pasqua Gennaro porta in casa un agnellino allevandolo in balcone con l'intenzione di cucinarlo per le feste. Inizialmente i vicini si lamentano ma poi, affezionatisi all'animale, e gli vietano di ucciderlo. Ne consegue un acceso litigio che porta Gennaro all'arresto.

### Il tatuaggio
Il racconto era già stato pubblicato il 22 marzo 1959 sul quotidiano Corriere della Sera.
Trama
Nunzio Guacci alloggia in un grande albergo milanese quando, una notte, è colto da un attacco di angina pectoris. Soccorso da un medico, durante le cure si rivelerà essere il marito di Eleonora, una delle molti amanti di Nunzio, che da trent'anni attende la vendetta. Il medico e ha riconosciuto la donna nel ritratto tatuato sul petto dell'infartuato. Quella notte Giorgio Mignazzi ucciderà con cocktail di farmaci l'impotente Nunzio.

### Licenziamento
Daniele Gumorelli, sotto lo pseudonimo di I.W. Banckead è un apprezzato e ricco scrittore di gialli; l'uomo ha scoperto grossi ammanchi di denaro dalla sua cassaforte e perciò si è rivolto alla polizia. Il commissario, nonostante lo scetticismo dello scrittore, scoprirà nella governante e amante del Gumorelli la colpevole. La donna ha trovato il modo di farsi consegnare il denaro dallo scrittore quando, in preda a sonnambulismo, è incapace di opporsi alle sue richieste. 

### Via libera
Il racconto era già stato pubblicato il 7 gennaio 1959 sul quotidiano Corriere della Sera.
Trama
Rinaldo Ghia è vigile urbano a Milano; è fiero del suo ruolo che svolge con disciplina e correttezza. Durante il servizio conosce una stupenda ragazza, Ezzelina, con la quale si fidanza. La giovane vuole però usare l'autorità del giovane per perpetrare truffe. Rinaldo si rifiuta ed Ezzelina per provocarlo, si accompagna a piacenti ragazzi mentre il vigile lavora. Rinaldo, alfine, reso folle dalla gelosia, si avventa su uno di questi, rischiando così il licenziamento. Il capo dei vigili, amico di famiglia, gli propone di mentire, dichiarando di essere stato aggredito e di essersi difeso. Rinaldo integerrimamente rifiuta di mentire venendo quindi congedato. 

### La tregua
Il racconto era già stato pubblicato il 14 dicembre 1958 sul quotidiano Corriere della Sera.
Trama
Leandro Ceva sopravvive a Milano grazie alla sua abilità di truffatore. Sottrae denaro agli emigranti di ritorno a casa senza rimorsi; anche con lui la vita è stata dura e concepisce la sua attività di ladro come una personale guerra contro il mondo. Quando a sua volta sta per essere vittima di una truffa, capisce che forse è arrivato il momento di smettere ma la malattia della moglie non gli permette tregua.

## Opere derivate
Da quattro dei racconti dell'opera dello scrittore napoletano sono stati tratti i quattro episodi dello sceneggiato televisivo Le milanesi trasmesso nel luglio del 1981 su Rai Due: Ada, episodio diretto da Massimo Scaglione e interpretato da Adriana Vianello, l'episodio intitolato Evelina, per la regia di Julio Salina con interprete Maddalena Crippa, entrambi andati in onda il 17 luglio 1981 su Rai Due,, l'episodio Lauretta con Micaela Esdra, Renato Mori, Alfredo Pea, per la regia di Gioia Benelli, andato in onda il 24 luglio 1981 su Rai Due e l'ultimo episodio dal titolo Lorenza interpretato da Giovannella Grifeo, Quinto Parmeggiani, Santo Versace per la regia di Paolo Poeti andato in onda il 31 luglio 1981.

## Edizioni
- Giuseppe Marotta, Le milanesi, Bompiani, 1962.